# 大庭哲夫
大庭 哲夫（おおば てつお、1903年（明治36年）12月2日 - 1979年（昭和54年）3月17日）は、日本の逓信官僚、実業家。航空庁長官。日本航空常務取締役、全日本空輸社長。バスケットボールの選手、指導者としても活躍した。

## 来歴・人物
高松藩家老の末裔として、香川県木田郡古高松村（現高松市）生まれる。
1929年、早稲田大学理工学部を卒業。
1933年、逓信省航空局に入り、1947年に逓信省航空保安部業務課長、同年12月6日に航空保安部管理課長、1949年6月に航空保安庁次長、1950年3月に電気通信省人事課長事務取扱、同年5月に航空保安庁人事課長事務取扱。
1951年10月、初代航空庁長官を務めた松尾静磨の推薦で2代目長官となる。
1952年7月、同庁を退官し、松尾によって技術担当常務として日本航空に迎えられる。
1967年、前年に連続墜落事故を起こし、経営危機にあった全日空副社長に松尾の後押しで就任する。
1969年5月、社長となる。大庭は全日空を「全日航」「大日航」と呼んではばからず、いつも日航を基準に仕事をしていた。大庭が社長になった全日空は、日航の支配下に置かれたのも同然の状況であった。しかし、M資金詐欺に引っかかり、翌年5月社長を追われる。以後、大庭は航空とは一切かかわらないと意向を示したが、松尾から大庭の後継社長となった若狭得治への依願で、大庭はおよそ1年間、名目上顧問として在籍した。そして、1971年6月の参議院選挙香川地方区に自民党公認で出馬するが、社会党現職の前川旦に敗れる。
1979年3月17日、知恩院にて発作に見舞われ死去。同年4月3日、青山斎場にて葬儀が営まれた。

## ロッキード事件との関わり
全日空の大型機導入をめぐり、すでに完成していたマクドネル・ダグラス DC-10をロッキード・トライスターへと機種決定を変更させようとする若狭副社長の動きに反対した。この為、M資金融資をめぐる怪文書で社長の座を追われた。1976年3月、東京地方検察庁捜査本部はロッキード事件の参考人として大庭の出頭を求め、DC-10の契約に関すること、また、社長退陣の切っ掛けとなった架空融資事件のいきさつについて聴取した。なお、若狭はこの事件で逮捕され、懲役3年執行猶予5年の刑が確定した。

## スポーツとの関わり
学生時代はバスケットボールに打ち込み、早大バスケットボール部在籍中には、バスケットボール男子日本代表に選ばれた。官僚となってからもスポーツとの関わりは深く、1954年から56年にかけては、バスケットボール全日本チームの監督を務め、54年にはアジア大会で銅メダルを獲得し、56年のメルボルンオリンピック出場へと導いた。その後も1968年のメキシコオリンピックでは、団長として日本選手団を率いたほか、日本バスケットボール協会会長、日本体育協会専務理事なども歴任した。

## 追想録
- 大庭哲夫追想録刊行会実行委員会編『大庭哲夫』大庭哲夫追想録刊行会実行委員会、1983年。